# ВЕС Коритниця-Північ
ВЕС Korytnica North — вітрова електростанція в Польщі в Мазовецькому воєводстві.
Майданчик для ВЕС обрали на південь від польської столиці. Підготовчі роботи розпочались у 2015 році та включали прокладання 27 км доріг та 42 км траншей для кабелів. В 2016-му тут ввели в експлуатацію 25 вітрових турбін данської компанії Vestas типу V126/3300 із одиничною потужністю 3,3 МВт. Діаметр їхнього ротора становить 126 метрів, висота башти — від 117 до 137 метрів.